# Obří buddhové

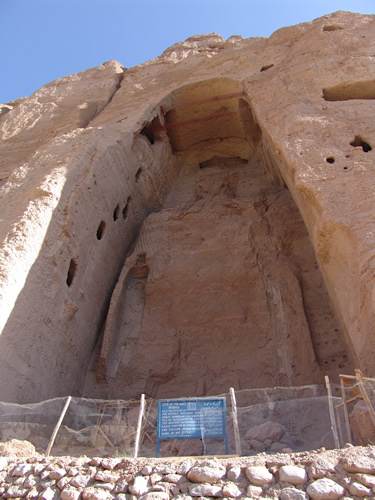
Výklenek, který zbyl po sestřelení soch

Obří buddhové (v originále The Giant Buddhas) je dokumentární film, jehož autorem je švýcarský režisér Christian Frei. Pojednává o okolnostech ničení i samotné destrukci bamjánských Buddhů v Afghánistánu. Oficiálně byl vydán v březnu 2006. Film získal několik filmových ocenění na mezinárodních festivalech. V Česku byl film promítán většinou v rámci filmových festivalů jako Jeden svět apod.